# David Dinkins
David Norman Dinkins (Trenton, 10 de julio de 1927-Manhattan, 23 de noviembre de 2020) fue un político estadounidense, el 106.º alcalde de Nueva York entre el 1 de enero de 1990 y el 31 de diciembre de 1993, siendo el primer afroamericano en ocupar el puesto.

## Juventud
Dinkins nació en Trenton, Nueva Jersey, y fue criado por su madre y su abuela ya que sus padres se divorciaron cuando tan solo tenía siete años. Tras graduarse en 1945, intentó alistarse en el Cuerpo de Marines de los Estados Unidos, sin embargo, no consiguió entrar debido a que se había rebasado la cuota racial. No obstante, tras servir durante un breve periodo en el Ejército de los Estados Unidos, logró unirse a los Marines.
Se graduó en la Universidad de Howard, perteneciendo a la fraternidad Alpha Phi Alpha, la primera fraternidad afroamericana masculina estadounidense. Posteriormente se graduó en la Escuela de Derecho de Brooklyn.

## Carrera política
Como miembro del Partido Demócrata de los Estados Unidos, tomó parte esencial en el influyente grupo de políticos afroamericanos de Harlem, entre los que estaban Percy Sutton, Basil Paterson, Denny Farrell, y Charles Rangel. Durante esta época fue nombrado Diputado mayor por el alcalde Abraham Beame, delegando en él ciertos poderes. En 1985 fue designado Presidente del Barrio de Manhattan.

## Alcalde de Nueva York (1990-1993)
El 7 de noviembre de 1989 fue elegido alcalde de Nueva York tras vencer al candidato republicano, el exfiscal Rudy Giuliani. Asimismo, se convirtió en un hecho histórico al convertirse en el primer alcalde afroamericano en ocupar el cargo. Dinkins venció en las primarias del Partido Demócrata a Ed Koch, quien había ganado las tres últimas elecciones y ocupaba el cargo de alcalde de Nueva York desde 1978.
Su alcaldía resultó en cierta medida polémica, con ejemplos como su actuación en los disturbios del barrio Crown Heights de Brooklyn. Tampoco destacó económicamente. En 1991, Nueva York era incapaz de pagar a sus trabajadores, problema que resolvió haciendo recortes en muchos de los servicios públicos de la ciudad.
Por otra parte, ese mismo año Dinkins firmó una ley en la que ilegalizaba el comercio con ciertas compañías norirlandesas por motivos religiosos.

## Elecciones de 1993
En 1993, Dinkins perdió las elecciones frente a Rudy Giuliani, convirtiéndose así en el último Demócrata que ha ocupado la alcaldía de Nueva York hasta 2014, a pesar de tratarse de una ciudad históricamente demócrata.